# Bronzemännchen

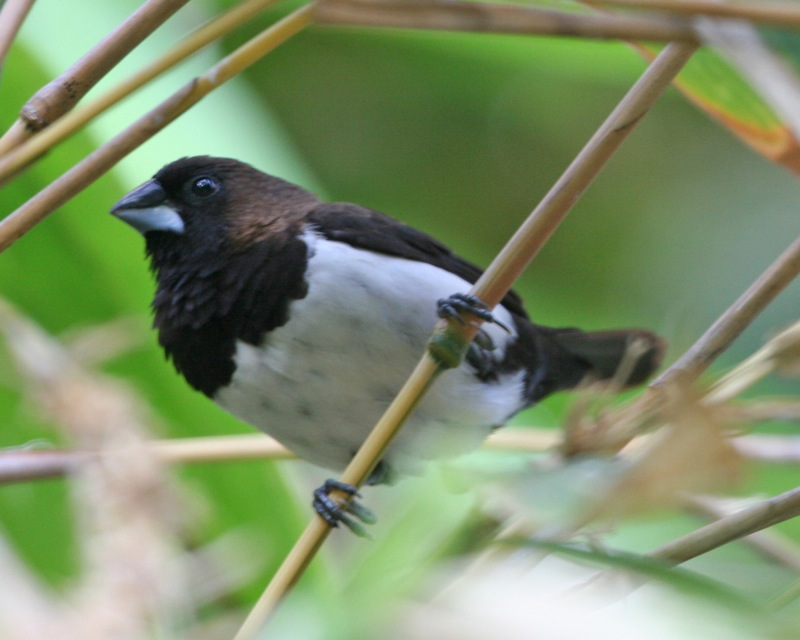
Javabronzemännchen

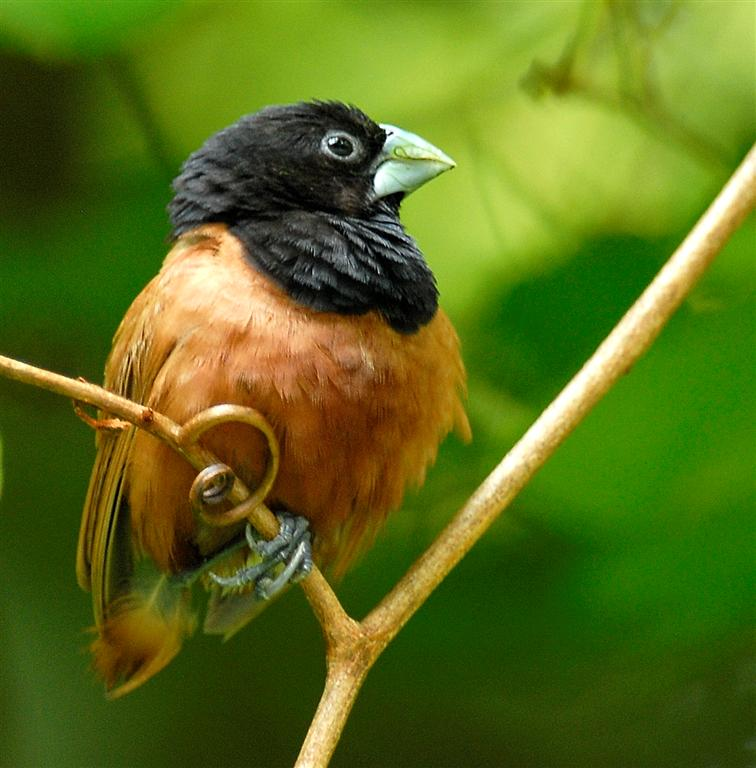
Schwarzkopfnonne

Bronzemännchen (Lonchura) sind eine artenreiche Gattung aus der Familie der Prachtfinken.

## Systematik
Es wird angenommen, dass die Gattung der Bronzemännchen von den in Afrika beheimateten Elsterchen (Spermestes), einer weiteren Gattung der Prachtfinken, abstammen.
Mit diesen verbindet sie eine Reihe gemeinsamer Körpermerkmale wie etwa die sichelförmige Rachenzeichnung und der meist zweifarbige Schnabel. Auch im Verhalten und in den Anforderungen an den Lebensraum gibt es starke Überschneidungen.
Von manchen Autoren vor allem im englischsprachigen Raum wird die Gattung der Bronzemännchen sehr weit gefasst und neben den Elsterchen (Spermestes) und dem Zwergelsterchen (Lepidopygia) auch noch die Perlhalsamadine (Odontospiza), die Reisfinken (Padda) sowie die Fasänchen oder Silberschnäbel (Euodice) hinzugerechnet.

## Verbreitung
Die Vertreter der Bronzemännchen lassen sich im gesamten Südasien finden. Zum Verbreitungsgebiet einzelner Arten gehören Neuguinea, Sri Lanka, Indien, Birma, Thailand, Malaysia, große und kleine Sunda-Inseln sowie der Südosten von China.

## Arten
Die folgenden Arten werden zu den Bronzemännchen gerechnet:
- Arfaknonne (L. vana)
- Bergnonne (L. monticola)
- Bergbronzemännchen (L. kelaarti)
- Blasskopfnonne (L. pallida)
- Braunbrust-Schilffink (L. castaneothorax)
- Borneo-Bronzemännchen (L. fuscans)
- Dickkopfnonne (L. melaena)
- Dickschnabelnonne (L. grandis)
- Forbesnonne (L. forbesi)
- Fünffarbennonne (L. quinticolor)
- Gelber Schilffink (L. flaviprymna)
- Glanz-Elsterchen (L. bicolor)
- Graukopfnonne (L. caniceps)
- Hadesnonne (L. stygia)
- Hunsteinnonne (L. hunsteini)
- Höhennonne (L. montana)
- Javabronzemännchen (L. leucogastroides)
- Klein-Elsterchen (L. cucullata)
- Mohrennonne (L. nigerrima)
- Muskatamadine (L. punctulata)
- Perlhalsamadine (L. griseicapilla)
- Prachtnonne (L. spectabilis)
- Riesen-Elsterchen (L. fringilloides)
- Schildnonne (L. ferruginosa)
- Schwarzbrustnonne (L. teerinki)
- Schwarzbauchnonne (L. malacca)
- Schwarzkopfnonne (L. atricapilla)
- Spitzschwanz-Bronzemännchen (L. acuticauda, Syn.: L. striata)
- Trauerbronzemännchen (L. tristissima)
- Weißkopfnonne (L. maja)
- Weißscheitelnonne (L. nevermanni)
- Weißbauch-Bronzemännchen (L. leucogastra)
- Wellenbauch-Bronzemännchen (L. molucca)
- Lonchura nigriceps

## Belege